# Gisela Bock
Gisela Bock (Karlsruhe, 28 de febrero de 1942) es una historiadora alemana que ha dedicado parte de su obra al estudio de la historia de la mujer.
Es autora de obras como Thomas Campanella. Politisches Interesse und philosophische Spekulation (Niemeyer, 1974), sobre el literato y filósofo italiano Tommaso Campanella; Die andere Arbeiterbewegung in den USA von 1905-1922: die Industrial Workers of the World (Trikont, 1976), Zwangssterilisation im Nationalsozialismus. Studien zur Rassenpolitik und Frauenpolitik (Westdeutscher Verlag, 1986), un estudio de la esterilización forzada durante el Tercer Reich; o Frauen in der europäischen Geschichte. Vom Mittelalter bis zur Gegenwart (Verlag C. H. Beck, 2000); entre otras. Considerada una historiadora feminista, su interpretación de la responsabilidad de la mujer en los crímenes de la Alemania nazi ha chocado con la historiadora estadounidense Claudia Koonz.